# Kotoura
Kotoura (japanska: 琴浦町?, Kotoura-chō) är en landskommun (köping) i Tottori prefektur i Japan. 